# Гуйбар
Гуйбар (словен. Hujbar) — поселення в общині Ормож, Подравський регіон‎, Словенія. Регіон традиційно належить до Словенської Штирії.

## Історія
До територіальної реорганізації Словенії поселення належало до старої общини Ормож.

## Населення
За переписом населення 2011 року у Гуйбарі проживало 37 мешканців.
| Число населення згідно з переписом | Число населення згідно з переписом | Число населення згідно з переписом |
| ---------------------------------- | ---------------------------------- | ---------------------------------- |
| 1991                               | 2002                               | 2011                               |
| 29                                 | 27                                 | 37                                 |